# Liste des maires de Sartrouville
Cet article dresse une liste par ordre de mandat des maires de Sartrouville.

## Liste des maires
| Période         | Période           | Identité                       | Étiquette            | Qualité                                                                          |
| --------------- | ----------------- | ------------------------------ | -------------------- | -------------------------------------------------------------------------------- |
| 6 mars 1792     | 27 septembre 1792 | Gendre-Marie Porcher           |                      |                                                                                  |
| 16 octobre 1792 |                   | Philippe Lefevre               |                      |                                                                                  |
| 1792            | 1804              | Louis Lefevre                  |                      |                                                                                  |
| 1804            | 1810              | Charles Louis Du Fresnay       |                      |                                                                                  |
| 1810            | 1825              | Laurent, Pierre Chassaigne     |                      |                                                                                  |
| 1825            | 1826              | Jean, Louis Bertin             |                      |                                                                                  |
| 1826            | 1831              | Théodore, Abel Vosseur         |                      |                                                                                  |
| 1831            | 1833              | Pierre, Léon Cheriez           |                      |                                                                                  |
| 1833            | 1838              | Jacques, Pierre Guillon        |                      |                                                                                  |
| 1838            | 1846              | Louis, Joseph Lefevre          |                      |                                                                                  |
| 1846            | 1848              | Pierre, Denis Gougerot         |                      |                                                                                  |
| 1848            | 1851              | Michel, Hildebert Ancelin      |                      |                                                                                  |
| 1er mai 1851    |                   | Louis, Julien Péchin           |                      |                                                                                  |
| 1851            | 1852              | Jean, Joachim Lefevre          |                      |                                                                                  |
| 1852            | 1856              | Pierre Guillon                 |                      |                                                                                  |
| 1856            | 1863              | Charles Antoine Guy du Fresnay |                      |                                                                                  |
| 1863            | 1865              | François, Marie Dallemagne     |                      |                                                                                  |
| 1865            | 1870              | Charles Ronce                  |                      |                                                                                  |
| 1870            | 1871              | Alexandre Piquet               |                      |                                                                                  |
| 1871            | 1881              | Charles Ronce                  |                      |                                                                                  |
| 1881            | 1884              | Céleste Lamauve                |                      |                                                                                  |
| 1884            | 1892              | Alexis Nicolle                 |                      |                                                                                  |
| 1892            | 1907              | Louis Foulon                   |                      |                                                                                  |
| 1907            | 1908              | Louis Dehors                   |                      |                                                                                  |
| 1908            | 1912              | Aimable Lecavele               |                      |                                                                                  |
| 1912            | 1914              | Jacques Chaussat               |                      |                                                                                  |
| 1914            | 1919              | Paul Guériot                   |                      |                                                                                  |
| 1919            | 1921              | Henri Routier                  |                      |                                                                                  |
| 1921            | 1925              | Arsène Tréard                  |                      |                                                                                  |
| 1925            | 1929              | Henri Routier                  |                      |                                                                                  |
| 1929            | 1935              | Hilaire Gilbert                |                      |                                                                                  |
| 1935            | 1941              | André Aubin                    |                      |                                                                                  |
| 1941            | 1944              | Marcel Bouley                  |                      |                                                                                  |
| 1944            | 1949              | Maurice Péronnet               | PCF                  |                                                                                  |
| 1950            | 1952              | Henri Rougelot                 |                      |                                                                                  |
| 1952            | 1956              | Jean David                     |                      |                                                                                  |
| 1956            | 1957              | Gustave Crocq                  | PCF                  |                                                                                  |
| 1957            | 1959              | Eugène Gruel                   | SFIO                 |                                                                                  |
| 1959            | 1989              | Auguste Chrétienne             | PCF                  | Sénateur, conseiller général                                                     |
| 1989            | 1995              | Laurent Wetzel                 | CDS puis DVD         | Conseiller général                                                               |
| 1995            | En cours          | Pierre Fond                    | RPR puis UMP puis LR | Conseiller général puis départemental Président de la Communauté d'agglomération |